# Reykjanesbraut
Reykjanesbraut  rute 41 er en fire og tosporet hovedvej på det sydvestlige Island, der løber langs den nordlige kyst af
Reykjanes-halvøen fra Keflavík Airport til Reykjavik.
Den udgør en vigtig transportrute mellem Reykjavik og Keflavik Airport.
Den starter i Miklabraut-Sæbraut-Vesturlandsvegur og går syd på mod Hafnarfjörður, hvor den derefter forsætter mod Keflavik. 
Vejen er fra 1965 og blev udvidet fra to til fire spor uden for Höfuðborgarsvæðið (Stor-Reykjavik) i 2008.
- Reykjavik A-V rute 49
- RVK–Årbær, Stenkkir
- Kópavogur rute 413
- Kópavogur C
- Lindir
- Kópavogur C rute 411
- Garðabær rute 412
- Urriðaholt
- Fjarðarhraun rute 40
- Vatnsendi rute 410
- Hafnarfjörður rute 470
- Krysuvik rute 42
- Straumsvik
- Hvassanraun rute 430
- Vatnsleysuströnd 420
- Vogar rute 421
- Grindavik rute 43
- Stapabraut
- Innri Njarðvík
- Viknavegur/Hafnavegur rute 44
- Þjóðvegur rute 424
- Sanderölsvegur/Garöskagavegur rute 429/45
- Keflavik Airport